# 白金耳

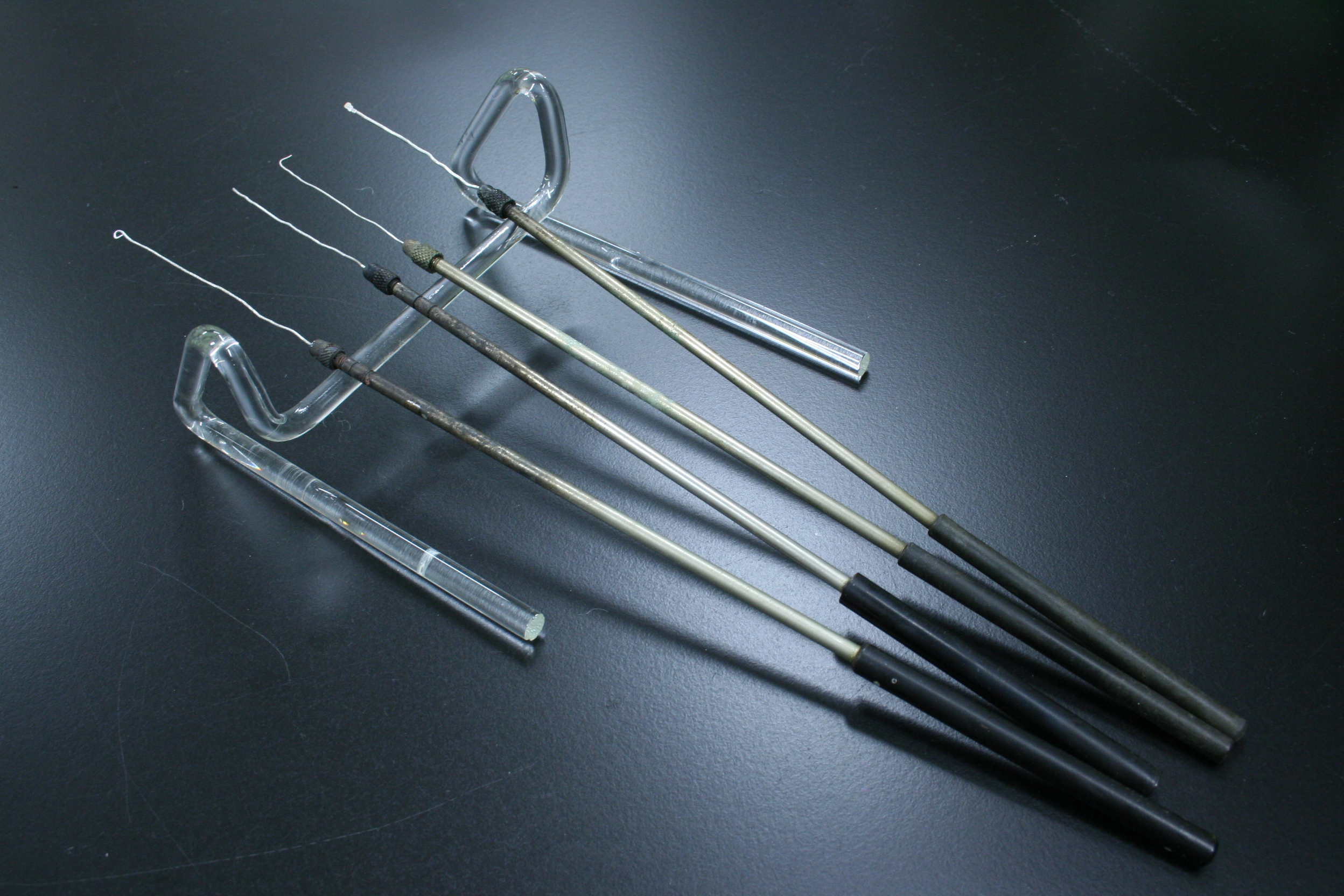
様々な白金耳

白金耳（はっきんじ）は、白金のような反応性の少ない材質（扱いやすく廉価であることからニクロムが使われることが多い）でできた針金に持ち易い柄を付けたもので、主に微生物の移植に用いる。先端の形状は、直径 3 mmのループ状になっているものが一般的であり、狭義にはこれを白金耳、もしくはエーゼ（独 Öse、書類にひもを通すための小穴、ハトメなどの意）と呼ぶ。直径 2 mm 程度のループ状にした小型のもの、何も処理をしていない針金のもの（白金線）や、かぎ状にしたもの（白金鈎、はっきんこう）など、用途に合わせて作成され、広義にはこれらをすべて白金耳と総称する。
直線は高層培地への穿刺培養等、ループ状は平板培養への塗抹や菌の植え継ぎ等、かぎ状は釣菌等に使用される。ループ状のものは表面張力によりループ内に液体を保持できるため、増菌後の液体培地から菌液を採取するのにも用いられる。
ループ状の白金耳は、細菌の量や液体の量をおおまかに量ることも可能であり、ループ部分を過不足なく満たした状態の量を「1白金耳」という単位として表現する。一般的な細菌のコロニーは、乾燥していない、水分を十分に含んだ状態のときで、1白金耳が約 2 mgに相当する。1白金耳が湿菌体 2 mg になるように調整された白金耳は標準白金耳と呼ばれる。また、保持される液量が 10 µl、5 µl など一定になるように調節した白金耳もあり、これらは定量白金耳とも呼ばれる。微生物検査などの際には、その秤量の簡便さから、白金耳を利用して秤量を行う場合も見られる。
白金耳は使用の際、コンタミネーションを防ぐため、必ず滅菌してから使用する。一般的には火焔滅菌が用いられ、ブンゼンバーナー等の炎で赤熱するまで加熱し、培地の空きスペースなどで冷やしてから試料を採取する。火焔滅菌の場合、菌が付着した場所は、まず炎の内炎部に素早く差し込み、ゆっくりと引き上げて温度が高い外炎部で滅菌を完了させる。これにより、内炎部で熱により菌が飛散（はじける）した場合でも、外炎部に阻まれて周辺を汚染することがない。但し更に危険度が高い菌を扱った場合や、汚染を防ぐ必要がある場合は、菌が付着した白金耳を直接火焔滅菌せず、適切な消毒液（消毒用エタノールなど）に暫く浸してから火焔滅菌を行う。
また、ガンマ線により滅菌されたプラスチック製の使い捨て白金耳も市販されている。